# Undertøj
Undertøj er beklædningsgenstande, som bæres direkte på kroppen. Undertøjet beskytter det ydre tøj mod at blive snavset af sved, urin, sæd, afføring og andre kropsafsondringer. Det sikrer blufærdigheden og støtter og former kroppen. Undertøj med lange ærmer og ben hjælper med at holde varmen, mens andet undertøj primært bruges i seksuel sammenhæng eller af religiøse årsager. Undertiden bruges T-shirt eller shorts som undertøj, mens undertøj bruges som nattøj eller svømmetøj.
Først sent brugtes andet undertøj end korsetter og vest. Det blev nødvendigt, da moden krævede hvide kjoler og kvinderne måtte gå med bukser under kjolen. I den vestlige verden bruger kvinder i dag brystholder og trusser, mens mænd bruger kortere eller længere underbukser som boksershorts. Hos begge køn kan undertrøjen erstattes af en T-shirt eller lignende.

## Terminologi
I dagens Danmark bruges betegnelsen undertøj og lingeri om kvindeundertøj. Tidligere brugtes en række eufemismer som "unævnelige", mine himmelblå og underpermissioner om underbukser.

## Funktion
Brystholdere bruges til at støtte brysterne, og mænds trusser holder genitalierne på plads. Korsetter kan bruges til at ændre kropsformen, så brugeren ser slank ud. Nogle sportsudøvere bruger specielt undertøj som skridtbeskyttere og sports-bh'er af praktiske årsager.
Undertøjet bidrager til at holde kroppen varm og til at beskytte bærerens anstændighed, især hvis det øvrige tøj er mere eller mindre gennemsigtigt. Modsat findes undertøj, der er skabt med seksuelle formål som bundløse trusser og spiseligt lingeri. 

### Religiøs anvendelse
Undertøj kan også have religiøs betydning:
- Ortodoks jødedom: Mandlige ortodokse jøder bærer uden på undertøjet over skulderen et firkantet sjal, tallit katan med frynser, tzitzit, i hjørnerne.
- Mormonkirken: De fleste mormoner bærer specielle tempelklæder, efter de er blevet indviet i templet for at minde dem om, hvad de har lært i templet.
- Sikhisme: En af de fem religiøse genstande, som mandlige sikher bærer, er en speciel type underbukser kaldet kachchhera, der minder om boksershorts.

## Typer
| Type               | Alternative navne                  | Beskrivelse | Varianter |
| ------------------ | ---------------------------------- | --- | --- |
| Båret af begge køn |                                    | | |
| Hele kroppen       |                                    | | |
| Langt undertøj     | Lange underbukser, lang undertrøje | Et todelt sæt undertøj, der bæres, når det er koldt. Det består af en underbluse med lange ærmer til håndledet og underbukser med ben til anklerne. | - Termoundertøj fremstillet af to lag stof.                                                                          |
| Overkroppen        |                                    | | |
| Ærmeløs bluse      | Tanktop, singlet                   | En ærmeløs beklædning i stil med en T-shirt. | - A-shirt - uldtrøje                                                                                                 |
| T-shirt            |                                    | Et klædningsstykke, der tækker torsoen, normalt uden knapper, lommer eller krave, med lange eller (normalt) korte ærmer. Den trækkes over hovedet. | - Rundhalset t-shirt - T-shirt med v-udskæring                                                                       |
| Underkrop          |                                    | | |
| Minitrusser        |                                    | Går normalt ikke over taljen, men ofte på hoften. Nedadtil går den som regel til lysken. Minitrusser til mænd har normalt ikke gylp. | * Taitrusser |
| G-streng           |                                    | En slags tanga bestående af et smalt stykke materiale, der dækker eller holder genitalierne, går mellem ballerne og er forbundet med et bånd rundt om hoften. | |
| Tanga              |                                    | En type minitrusser uden materiale på siden, bortset fra hoftebåndet. | |
| Tanga              |                                    | Har bagtil en smal stribe stof, der sidder mellem balderne og forbinder forsiden med hoftebåndet. De bæres for at undgå, at andre kan se undertøjet, når man bærer stramme bukser. | |
| Kvindeundertøj     |                                    | | |
| Overkroppen        |                                    | | |
| Brystholder        | Bh                                 | Består normalt af to skåle for brysterne, en forbindelse mellem disse, en forbindelse rundt om kroppen under barmen og en skulderstrop på hver side. Bh'en kan være med eller uden bøjle og med indlæg for at få brysterne til at se større ud. | - Amme-bh - Push-up bh - Sports-bh - Stropløs bh - T-shirt bh (en bh, der ikke kan ses under en tætsiddende T-shirt) |
| Underkroppen       |                                    | | |
| Trusser            |                                    | Ligner minitrusser, men stoffet på siden går længere ned. Der er oftest elastik øverst, og dette kan også være tilfældet ved benene. | *Boy shorts/booty shorts                                                                                             |
| Herreundertøj      |                                    | | |
| Underkroppen       |                                    | | |
| Korte boksershorts |                                    | Disse ligner boksershorts, men er normalt kortere og mere tætsiddende. | |
| Boksershorts       |                                    | Boksershorts har elastikbånd foroven enten på eller tæt på taljen, mens benene er temmelig løse og går ned til midt på lårene. Der er normalt gylp, enten med eller uden knapper. Båndet foroven er oftest bredere end almindelige underbukser og viser ofte tydeligt firmamærket. Boksershorts kan fås med farverige mønstre, billeder af tegneseriefigurer, logoer for sportshold og forskellige sloganer. | |
| Underbukser        |                                    | Disse har smalle elastikbånd foroven enten på eller tæt på taljen, og benåbningerne slutter i lysken eller lige under. | - Traditionelle underbukser – med Y-formet gylp.                                                                     |
| Skridtbeskytter    |                                    | Består af et elastisk bånd om taljen med en tilhørende holder rundt om genitalierne samt to elastiske stropper forbundet med underkanten af holderen, hvorfra de går rundt om henholdsvis venstre og højre balde og op til taljebåndet, som de forbindes til på hoften. I nogle udgaver er holderen indvendigt forsynet med en kop af hårdt materiale til at beskytte genitalierne mod skader.               | |

### Andre typer
Begge køn
- Strømpe

Mænd
- Highcut
- Knickers
- Minislip
- Polo shirt
- Rio slip
- Rullekrave
- Singlet
- Sport slip
- Tanktop
- Tights
- Trunks

Kvinder
- Chemise
- Hi-cut (Trusser)
- Baby Doll sæt
- Klokke
- Kombinationer
- Korsage
- Korset
- G-streng (Trusser)
- Snøreliv
- String
- String strømpeholder
- Gamacher
- String-shorts
- Strømpeholder
- Korselet
- Splitbukser
- Særk
- Strop top
- Sutsko
- Topsæt
- Pants
- Natsokker
- Underliv
- Underkjole